# 威廉·埃德蒙森
威廉·埃德蒙森（英語：William Edmondson，1906年7月4日—1998年4月18日），美国音频工程师。他曾因电影勇敢的人提名奥斯卡最佳音响效果奖。

乔治·罗伊·希尔和威廉·埃德蒙森

## 背景
威廉（昵称比尔）在无声电影时代便作为一名摄影师开始了自己的职业生涯。但随后当有声电影逐渐走热，他转投声音效部门。他为米高梅的各种拍摄项目工作。他被认为是大部分“瘦人”电影以及大部分“暮光之城”剧集和“战斗”系列。他曾参与电影瘦子和电视剧迷离时空与勇士们的大部份剧集的制作。

## 家庭
威廉于1906年出生于德克萨斯州休斯敦，他的父母分别是土木工程师约西亚·刘易斯·埃德蒙森（Josiah Lewis Edmondson）和埃菲·内蒂·肯尼迪（Effie Nettie Kennedy）。他是三个儿子中的二儿子，妹妹于10岁因为一场火灾去世。他的父母在女儿去世一年后离婚。威廉的父亲此后不久便与家人断绝联系，前往墨西哥。他们的母亲搬家到了加利福尼亚州的长滩。
他也是朗·钱尼的大表哥。埃德蒙森的姥爷是威廉·班布里奇·肯尼迪（Wiliam Bainbridge Kennedy），而钱尼的姥爷是他的兄弟乔纳森·拉尔斯顿·肯尼迪（Jonathan Ralston Kennedy），堪萨斯州奥拉西 (堪萨斯州)和后来科罗拉多州科罗拉多斯普林斯的第一任聋哑学校校长。

## 部分影视作品
- 虎豹小霸王 (1969)